# منگوله‌دم شگفت‌انگیز

پراکندگی در پرو

منگوله‌دم شگفت‌انگیز (به انگلیسی: Marvellous spatuletail) یک مگس‌مرغ متوسط‌جثه (بیشتر از ۱۵ سانتی‌متر) به رنگ‌های سفید، سبز و برونزی مزین به دم تاج پر آبی رنگ، یک طوقه درخشان فیروزه‌ای، و خطی سیاه‌روی بخش سفیدرنگ زیربدنش است. این پرنده عضو سردهٔ منحصر به فرد لودیگزیا است. آن‌ها همچنین دارای رفتار دودیسی جنسی هستند.
این گونه بوم‌زاد پرو است و در جنگل حاشیه رودخانه اوتکوبامبا یافت می‌شود. وجود آن اولین بار توسط اندرو ماتیو جمع‌آوری کننده پرنده‌ای که برای جورج لودیگز(که بعداً نام گونه از اسم او گرفته شد) کار می‌کرد، در ۱۸۳۵ گزارش شد.
منگوله‌دم شگفت‌انگیز دارای چهار پر در میان پرندگان منحصر به فرد در قسمت دم است. قابل توجه‌ترین ویژگی‌شان پرهای بیرونی بسیار بلند راکت‌شکل دم‌شان در جنس نر است که از کنار یکدیگر عبور می‌کنند و با دیسک‌های آبی-بنفش یا "اسپاتولتیل" پایان می‌گیرند، می‌باشد. پرنده می‌تواند آن‌ها را به صورت مستقل به حرکت درآورد.با توجه تداوم تخریب زیستگاه، جمعیت اندک و محدودیت دامنه، منگوله‌دم شگفت‌انگیز در فهرست سرخ آی.یو.سی.ان، به عنوان گونه در خطر انقراض طبقه‌بندی شده‌است.همچنین این گونه در فهرست کنوانسیون تجارت بین‌المللی گونه‌های در معرض تهدید گیاهان و جانوران وحشی (CITES) (کنوانسیون واشنگتن) قرار دارد.
در سال ۲۰۰۶ کمیسیون محافظت از پرندگان آمریکا پیشنهادی به سازمان نگهداری از منابع طبیعی پرو ارائه کرد مبنی بر حمایت ازهمتای پرویی برای امضای قراردادی با انجمن پُماکُکا به منظور ایجاد منطقهٔ حفاظت شده جهت حفاظت و مدیریت ۱۰۰ جریب از مهم‌ترین زیستگاه منگوله‌دم شگفت‌انگیز. همچنین بیش از ۳۰ هزار نهال در این منطقه برای کمک به بقای این گونه کاشته شد. منگوله‌دم شگفت‌انگیز در سری برنامه Nature شبکه PBS و همچنین سری برنامه Natural World شبکه BBC به تصویر کشیده شده‌است.